# 第13959号行政命令
第13959号行政命令（英語：Executive Order 13959）是美国总统唐纳德·特朗普于2020年11月12日签署的美国总统行政命令。它的既定目标是“应对对共产党中国军队公司券融资的威胁”。

## 主要内容
该行政命令禁止所有美国投资者（包括机构投资者和散户投资者）购买或投资美国政府认定为“共产党中国军队公司”的公司的证券。“共产党中国军队公司”是指美国国防部根据《1999财政年度国防授权法》第1237条确定的任何公司。该禁令于2021年1月11日生效。2020年12月28日，发布了行政命令指南，明确该命令包括相关公司的子公司。2021年1月13日，通过修订指令加强了行政命令，该指令要求在2021年11月11日前撤资。

## 受影响企业列表
最初，确定了31家公司，其中包括两家股票在美国交易所交易的公司。这些公司包括航空航天，造船，建筑，技术和通讯行业的公司。
- 中国航空发动机总公司
- 中国航空工业总公司
- 中国运载火箭技术研究院
- 中国航天科技集团公司
- 中国航天科工集团公司
- 中国交通建设总公司
- 中国电子总公司
- 中国电子科技集团
- 中国移动
- 中国化工集团公司
- 中国化学工程
- 中国核工业总公司
- 中国核工程建设总公司（CNECC）
- 中国通用核电集团
- 中国铁建股份有限公司
- 中国南方工业集团
- 中国太空卫星
- 中国建筑工程
- 中国船舶工业总公司
- 中国电信总公司
- 中国三峡公司
- 中国联合网络通信集团（中国联通）
- 中国中车
- 曙光信息产业有限公司（曙光）
- 海康威视
- 华为
- 浪潮
- 中国北方工业集团公司（Norinco）
- 熊猫电子
- 中化集团

2020年12月3日，美国国防部指定了另外四家中国军队拥有或控制的公司，使受影响的公司总数达到35家。
- 半导体制造国际公司（SMIC）
- 中国海洋石油总公司（CNOOC）
- 中国建筑技术
- 中国国际工程咨询公司

2021年1月14日，美国国防部指定了9家中国军队拥有或控制的公司，使受影响的公司总数达到44家。
- 先进微制造设备公司（AMEC）
- 罗空科技股份有限公司（LKCO）
- 小米公司（2021年5月26日禁令解除）
- 北京中关村发展投资中心
- GOWIN半导体公司
- 大华航空有限公司（GCAC）
- 环球音通信技术有限公司（GTCOM）
- 中国航空集团有限公司（CNAH）
- 中国商用飞机有限公司（COMAC）